# Le Fil (album)
Le fil è il secondo album in studio della cantautrice francese Camille, pubblicato nel 2005.

## Tracce
1. La jeune fille aux cheveux blancs
2. Ta douleur
3. Assise
4. Janine I
5. Vous
6. Baby Carni Bird
7. Pour que l'amour me quitte
8. Senza
9. Janine II
10. Vertige
11. Au port
12. Janine III
13. Pâle septembre
14. Rue de Ménilmontant
15. Quand je marche